# Cassilis
Cassilis è una città fantasma situata presso Gippsland (Victoria) in Australia. Nel tardo '800, durante il picco della febbre dell'oro, fu un importante centro minerario e dimora di più di 500 minatori.

## Storia
Le prime pepite d'oro furono scoperte nel 1885 a Long Gully, e a partire dal 1889 vi nacquero attività commerciali, come un magazzino di articoli di vario genere utili per la vita quotidiana, una drogheria, una farmacia e un istituto per le scienze meccaniche. Sorse anche una scuola privata, dopo che fu avviata, nel 1890 una scuola pubblica. Le scuole produssero risultati eccezionali, e la zona formò individui tanto formati da avere un primato nella zona. Successivamente nacquero 2 ostelli, un caffè, diverse botteghe di barbieri, negozi di libri, due agenzie bancarie e un ufficio postale.
La prima centrale idroelettrica nello Stato di Vittoria fu situata presso le omonime cascate per provvedere alla richiesta di luce e energia che la miniera di Cassilis richiedeva.
Tra le miniere vicine, quelle di Mt. Hepburn e di Cassilis furono le più grandi. Le prime consistevano in un immenso foro nella roccia vicino al chilometro di lunghezza e ai 15 metri di larghezza.
Una costosa nuova galleria fu costruita presso le miniere di King Cassilis attorno al 1896, ma non fu di grande successo come la prima.
Durante la prima guerra mondiale, gran parte dell'oro reperibile andò perduto, e le miniere furono definitivamente chiuse. La città cadde rapidamente in declino e già nel 1933 contava l'esiguo numero di 34 abitanti. Il Venerdì nero del 1939 distrusse parte della città, insieme a altri numerosi edifici contigui ad essa. Ora Cassilis detiene la fama di città fantasma, e non ospita più alcuna attività commerciale. Situate nei 3600 ettari di area storica della città, le miniere sono diventate un'attrazione turistica locale, conservando intatti reperti di archeologia industriale riguardanti il periodo della corsa all'oro.